# Хассан Тахмасебі
Хассан Тахмасебі (перс. حسن طهماسبی; нар. 1 вересня 1980) — іранський борець вільного стилю, дворазовий чемпіон та срібний призер чемпіонатів Азії, дворазовий срібний та бронзовий призер Кубків світу.

## Життєпис
Боротьбою почав займатися з 1993 року.
Виступав за борцівський клуб «НАФТ» Тегеран. Тренер — Овейс Маллах.

## Спортивні результати на міжнародних змаганнях

### Виступи на Чемпіонатах світу
| Змагання                        | Збірна | Вагова категорія          | Місце |
| ------------------------------- | ------ | ------------------------- | ----- |
| Чемпіонат світу з боротьби 2007 | Іран   | вільна боротьба, до 66 кг | 26    |

### Виступи на Чемпіонатах Азії
| Змагання                       | Збірна | Вагова категорія          | Місце  |
| ------------------------------ | ------ | ------------------------- | ------ |
| Чемпіонат Азії з боротьби 2003 | Іран   | вільна боротьба, до 66 кг | Золото |
| Чемпіонат Азії з боротьби 2004 | Іран   | вільна боротьба, до 66 кг | Срібло |
| Чемпіонат Азії з боротьби 2007 | Іран   | вільна боротьба, до 66 кг | Золото |

### Виступи на Кубках світу
| Змагання                    | Збірна | Вагова категорія          | Місце  |
| --------------------------- | ------ | ------------------------- | ------ |
| Кубок світу з боротьби 2005 | Іран   | вільна боротьба, до 66 кг | Срібло |
| Кубок світу з боротьби 2006 | Іран   | вільна боротьба, до 66 кг | Бронза |
| Кубок світу з боротьби 2007 | Іран   | вільна боротьба, до 66 кг | Срібло |
| Кубок світу з боротьби 2011 | Іран   | вільна боротьба, до 74 кг | 13     |

### Виступи на інших змаганнях
| Змагання                                       | Збірна | Вагова категорія                 | Місце  |
| ---------------------------------------------- | ------ | -------------------------------- | ------ |
| Кубок Азії з боротьби 2003                     | Іран   | вільна боротьба, до 66 кг        | Срібло |
| Кубок Тахті 2009                               | Іран   | вільна боротьба, до 74 кг        | 5      |
| Кубок Тахті 2010                               | Іран   | вільна боротьба, до 74 кг        | 7      |
| Кубок Імамалі Хабібі і Абдоллаха Мохамеда 2010 | Іран   | вільна боротьба, до 74 кг        | 5      |
| Кубок Тахті 2011                               | Іран   | вільна боротьба, до 74 кг        | Золото |
| Золотий Гран-прі з боротьби 2012 (Тегеран)     | Іран   | вільна боротьба, до 74 кг        | 7      |
| Турнір Степана Саргісяна 2012                  | Іран   | вільна боротьба, до 74 кг        | Срібло |
| Rumble on the Rails 2013                       | Іран   | Multiple Style Event, до LL74 кг | Срібло |